# Escut d'El Salvador
L'escut del Salvador, en la seva forma actual, fou aprovat arran del Decret Legislatiu del 17 de maig de 1912, segons un disseny del cal·lígraf salvadorenc Rafael Barraza Rodríguez.
El camper és un triangle equilàter carregat de cinc volcans que sorgeixen del mar, en al·lusió als cinc estats membres de les Províncies Unides de l'Amèrica Central. Els volcans estan somats d'una pica sobre la qual hi ha un barret frigi radiant de llum, coronat per la inscripció en espanyol «15 SEPTIEMBRE DE 1821», data de la independència salvadorenca, i tot plegat està sobremuntat per un arc de Sant Martí. Tot al voltant, una filiera d'or.
Acoblades darrere l'escut, cinc banderes estatals, dues a banda i banda i una al cap, unides a la part inferior de l'escut. Per sota, una cinta amb el lema nacional DIOS – UNIÓN – LIBERTAD ('Déu – Unió – Llibertat'). Tot plegat voltat de dos rams de llorer lligats per sota amb una cinta d'atzur. La corona de llorer té 14 agrupacions de fulles que simbolitzen els diversos departaments en què es divideix El Salvador. Tot al voltant, en lletres majúscules d'or, la inscripció REPÚBLICA DE EL SALVADOR EN LA AMÉRICA CENTRAL ('República d'El Salvador a l'Amèrica Central).
És molt similar a l'escut de Nicaragua, ja que tots dos es basen en l'anterior de les Províncies Unides de l'Amèrica Central.